# Alexandre Svanidzé
Alexandre Semionovitch Svanidzé, né en 1886 et mort le 20 août 1941, est un Géorgien de la vieille garde bolchévique, beau-frère de Staline qui ordonna son exécution. C'était le frère de la première épouse de Staline, Kato Svanidzé (1885-1907).

## Biographie
Svanidzé est issu d'une famille de la petite noblesse géorgienne, né dans le village de Baji en Géorgie occidentale qui appartient alors à l'Empire russe. Il fait ses études à Tiflis puis à Iéna en Allemagne, où il se spécialise en histoire ancienne. Il rejoint en 1901 le parti SD, parti marxiste révolutionnaire qui est absorbé ensuite par le parti SR. Il appartient à la frange bolchévique du parti dite de la « vieille garde ». Il est expulsé de Géorgie en 1919 et rejoint le département des Affaires étrangères des bolchéviques à Moscou, jusqu'en 1921, date à laquelle il devient commissaire du peuple pour les finances en république socialiste soviétique de Géorgie et de la république socialiste fédérative soviétique de Transcaucasie. En 1924, il est nommé en mission commerciale en Allemagne, puis devient à son retour en 1935 vice-président de la Gosbank. Pendant cette époque, Svanidzé continue ses études historiques et fonde Le Messager de l'histoire antique. Il étudie les langues alarodiennes et traduit en russe les poèmes médiévaux de Chota Roustavéli, notamment Le Chevalier à la peau de panthère.
Staline ordonne son arrestation à l'apogée de la période des grandes purges en 1937. Alexandre Svanidzé refuse de céder aux accusations d'espionnage au profit de l'Allemagne, comme le voulait le NKVD. En conséquence de quoi il est emprisonné (Staline évoque son « orgueil aristocratique ») et assassiné trois ans et demi ans plus tard, au début de l'opération Barbarossa, dans sa prison, avec sa femme Maria (née Korona 1889-1941), cantatrice à l'opéra de Tbilissi, et sa sœur Mariko.

## Source
- (ru) Cet article est partiellement ou en totalité issu de l’article de Wikipédia en russe intitulé « Сванидзе, Александр Семёнович » (voir la liste des auteurs).